# Tommaso Giordani
Tommaso Giordani   (Nàpols, 1733 - Dublín, 23 de febrer de 1806) fou un compositor italià actiu a Anglaterra i particularment a Irlanda.

## Biografia
Giordani va néixer a Nàpols entre el 1730 i el 1733 i provenia d'una família musical. El seu pare era Giuseppe Giordani, nascut al voltant de 1695 a Nàpols, mort després de 1762, probablement a Londres (cap relació amb l'organista napolitana Carmine Giordani b. 1685). Un possible germà petit va ser Giuseppe Giordani (1751-1798), anomenat "Giordanello". Tommaso es va formar a Nàpols i es va traslladar amb el seu pare i els seus germans (entre els quals la cantant Nicolina) via Graz (1747), Salzburg i Frankfurt (1750), Amsterdam (1752) i París (1753) a Londres, on van actuar quatre burlettas al Covent Garden la temporada 1753–4. Tot i que la família va actuar a Londres durant els següents dos anys, Tommaso no s'esmenta als informes del diari de l'època.
Es desconeix el seu lloc en els vuit anys següents. El 1764, va acceptar una invitació per actuar com a director musical del "Smock Alley Theatre", Dublín, on va romandre durant els tres anys següents, interpretant òperes còmiques i coproduït la primera òpera seria que es va representar Irlanda, L'eroe. xinès (1766). Després d'acusacions de plagi, va tornar a Londres el 1767, on durant els propers 16 anys va tenir relativament èxit com a compositor d'òpera.
Des de 1783, Giordani va tornar a viure a Irlanda durant la resta de la seva vida. Va ser particularment actiu en l'òpera, tant com compositor com empresari. Va tenir una participació en la curta Òpera anglesa, que va fundar el 1783 i que va produir obres de compositors i llibretistes irlandesos, també en una botiga de música, cap dels quals va tenir èxit econòmic. Entre els seus alumnes es trobaven Sydney, Lady Morgan, Thomas Simpson Cooke i John Field, l'inventor de la nocturna, que va debutar en un dels concerts de la Rotonda de Giordani (4 d'abril de 1792). Va morir a Dublín.

## Música
Entre les composicions de Giordani hi ha una sèrie d'òperes i peces teatrals, entre les quals destaquen Genius of Ireland (1784) The Island of Saints, o The Institution of the Shamrock (1785), l'oratori Isaac (1767), i una gran quantitat d'obertures, sonates, concerts, quartets (sobretot quartets de corda, encara que alguns amb flauta, teclat o guitarra), tres per a violí, flauta i contínua, cançons, etc. Va ser organista de la catedral Pro Maria de Dublín, de 1784 a 1798, i va dirigir un Te Deum propi a la celebració després de la recuperació del rei Jordi III, El 30 d'abril de 1789. La seva última òpera, The Cottage Festival, es va representar al "Theatre Royal", Dublín, el 28 de novembre de 1796. Giordani va compondre un estil melòdic i galant i es va enfrontar sovint amb acusacions de plagi.
L'autoria de la popular arietta Caro mio ben (1783) és encara incerta. És atribuït majoritàriament a Tommaso, però de vegades al seu pare o al jove Giuseppe Giordani.